# 王顯高
王顯高（1468年—1553年），字思謙，號際雲，晚號遲菴，四川成都府綿州人，民籍，明朝政治人物。

## 生平
四川鄉試第十三名舉人，弘治十二年（1499年）中式己未科會試第十五名，三甲第七十名進士。十三年授湖廣枣阳县知县，歷任慶遠府知府，嘉靖四年（1525年）五月升廣西按察司副使、兵備賓州，三十二年（1553年）卒。

## 家族
曾祖王明三；祖父王端；父王瓚，母高氏。慈侍下。兄王顯富，弟王顯良。